# Parcul Łazienki

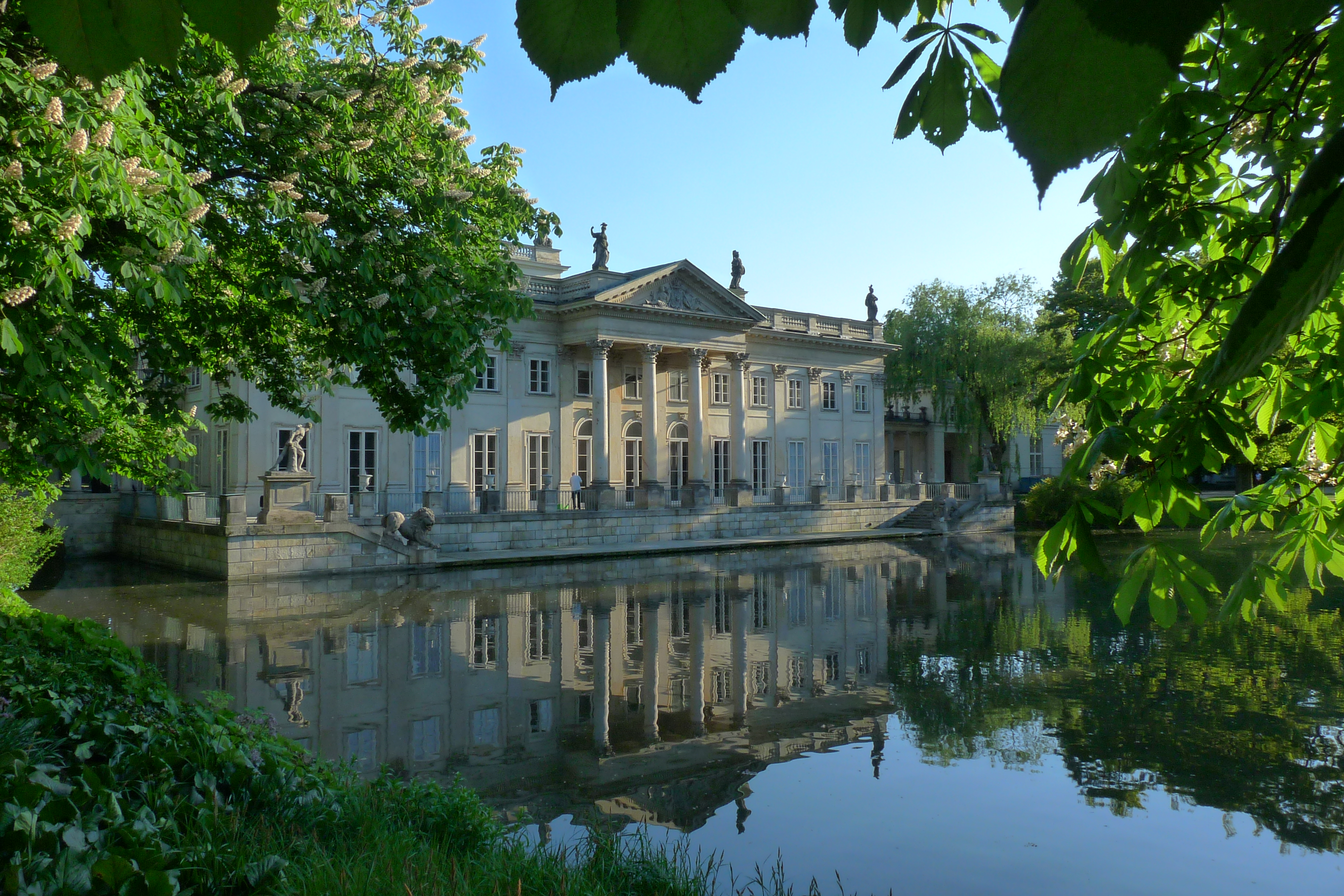
Palatul Łazienki

Parcul Łazienki este unul din cele mai mari parcuri din lume și cel mai mare, ca suprafață, din Varșovia. Ocupând o suprafață de 76 de hectare, parcul este situat în centrul orașului, oferind tuturor turiștilor șansa să petreacă niște clipe minunate de relaxare într-un loc magic. Planurile pentru parc au fost concepute în secolul al XVII-lea de către Tylman van Gameren. Stilul ales pentru arhitectura parcului a fost Barocul. La momentul actual, unele din cele mai frumoase clădiri, precum Casa Albă, Templul Dianei, Teatrul Roman și Palatul de pe apă, se pot găsi în parc. Milioane de turiști vizitează anual minunatul parc Łazienki, unde petrec clipe minunate și, în același timp, reușesc să afle lucruri neștiute până atunci în legatură cu orașul magnific Varșovia.

## Istoric
Parcul Łazienki a fost proiectat în secolul al XVII-lea de Tylman van Gameren, în stil baroc, pentru comandantul militar Stanisław Herakliusz Lubomirski. A luat numele Łazienki ("Baths") dintr-un pavilion de baie care se afla in apropiere.
Schema pitorească și fermecătoare a grădinii își datorează apariția ca forma actuală și aspectul său, în principal, ultimului conducător al Commonwealth-ului polonez-lituanian, regele Stanisław August Poniatowski (Stanisław II Augustus). La mijlocul secolului al XVI-lea a devenit parte a proprietăților reginei Bona Sforza, născută în Italia, care a construit un conac din lemn cu o grădină italiană pe acest sit. Mai târziu, conacul de lemn al Reginei Anna Jagiellon a stat în acest loc, fiind imortalizat în 1578 de spectacolul primului joc polonez, "Dizpoziția trimisilor greci" de Jan Kochanowski. La sud, regele Sigismund al III-lea a avut un castel de piatră cu patru laturi, cu turnuri de colț, ridicat în 1624.
În a doua jumătate a secolului al XVII-lea, Ujazdów a devenit proprietatea Mareșalului Marelui Coroană Stanisław Herakliusz Lubomirski. El a fost primul care a atras atenția asupra suprafeței împădurite de un fost parc de animale care se întindea de-a lungul piciorului Castelului Ujazdów, unde a construit două pavilioane de grădină. Primul pavilion era un schit și celălalt conținea inițial o cameră de baie ornamentată, care și-a dat numele clădirii și, în cele din urmă, întregii grădini. Băile originale, proiectate de arhitectul remarcabil Tylman van Gameren în stil baroc, sunt cuprinse până în prezent în interiorul zidurilor Palatului de pe insulă. În prima jumătate a secolului al XVIII-lea, Ujazdów a fost închiriat regelui Augustus al II-lea Strong, în timpul căruia a fost construită o călătorie regulată cunoscută sub numele de Canalul Piaseczno.